# Delano Splatt
 (août 2025).
Pour les articles homonymes, voir McCoy.
Delano McCoy-Splatt, né le 11 octobre 2004 à Londres, est un footballeur international jamaïcain qui évolue au poste de milieu de terrain au Fulham FC.

## Biographie

### Carrière en club
Né à Londres en Angleterre, Delano Splatt est formé par le Fulham FC, où il arrivé à l'âge de 11 ans, après avoir joué au Dulwich Hamlet.
Il fait ses débuts les moins de 18 ans du club à seulement 15 ans, s'illustrant régulièrement dans la catégorie,,.

### Carrière en sélection
En mars 2023, Delano Splatt est convoqué pour la première fois avec l'équipe senior de Jamaïque, avec plusieurs autres jeunes joueurs évoluant en Angleterre, comme Omari Hutchinson, Tyler Roberts, Dexter Lembikisa ou Dujuan Richards,. 
Il honore sa première sélection le 11 mars 2023, lors du match amical contre la Trinité-et-Tobago perdu 1-0,.